# Englands herrlandslag i futsal
Englands herrlandslag i futsal representerar England i futsal för herrar. Laget styrs av Englands fotbollsförbund. Laget grundades under 2003, då sporten väckte allmänhetens intresse 2002.

## Meriter

### FIFA-världsmästerskapet i futsal
| År   | Värdland         | Placering |
| ---- | ---------------- | --------- |
| 2004 | Kinesiska Taipei | deltog ej |
| 2008 | Brasilien        | deltog ej |
| 2012 | Thailand         | -         |